# Náklov
Náklov je malá vesnice, část obce Líšťany v okrese Plzeň-sever v Plzeňském kraji. Nachází se asi jeden kilometr západně od Líšťan. Náklov je také název katastrálního území o rozloze 2,06 km².

## Historie
První písemná zmínka o vesnici pochází z roku 1379.

## Obyvatelstvo
| Rok            | 1869 | 1880 | 1890 | 1900 | 1910 | 1921 | 1930 | 1950 | 1961 | 1970 | 1980 | 1991 | 2001 | 2011 | 2021 |
| -------------- | ---- | ---- | ---- | ---- | ---- | ---- | ---- | ---- | ---- | ---- | ---- | ---- | ---- | ---- | ---- |
| Počet obyvatel | 90   | 90   | 90   | 103  | 99   | 99   | 83   | 42   | 53   | 39   | 18   | 45   | 30   | 37   | 34   |
| Počet domů     | 16   | 16   | 17   | 17   | 17   | 17   | 16   | 11   | 11   | 9    | 6    | 9    | 9    | 9    | 10   |

## Obecní správa
Při sčítání lidu v letech 1869–1950 Náklov byl samostatnou obcí v okrese Stříbro. Od roku 1960 je částí obce Líšťany v okrese Plzeň-sever.

## Pamětihodnosti
- Venkovská usedlost čp. 11

## Další fotografie

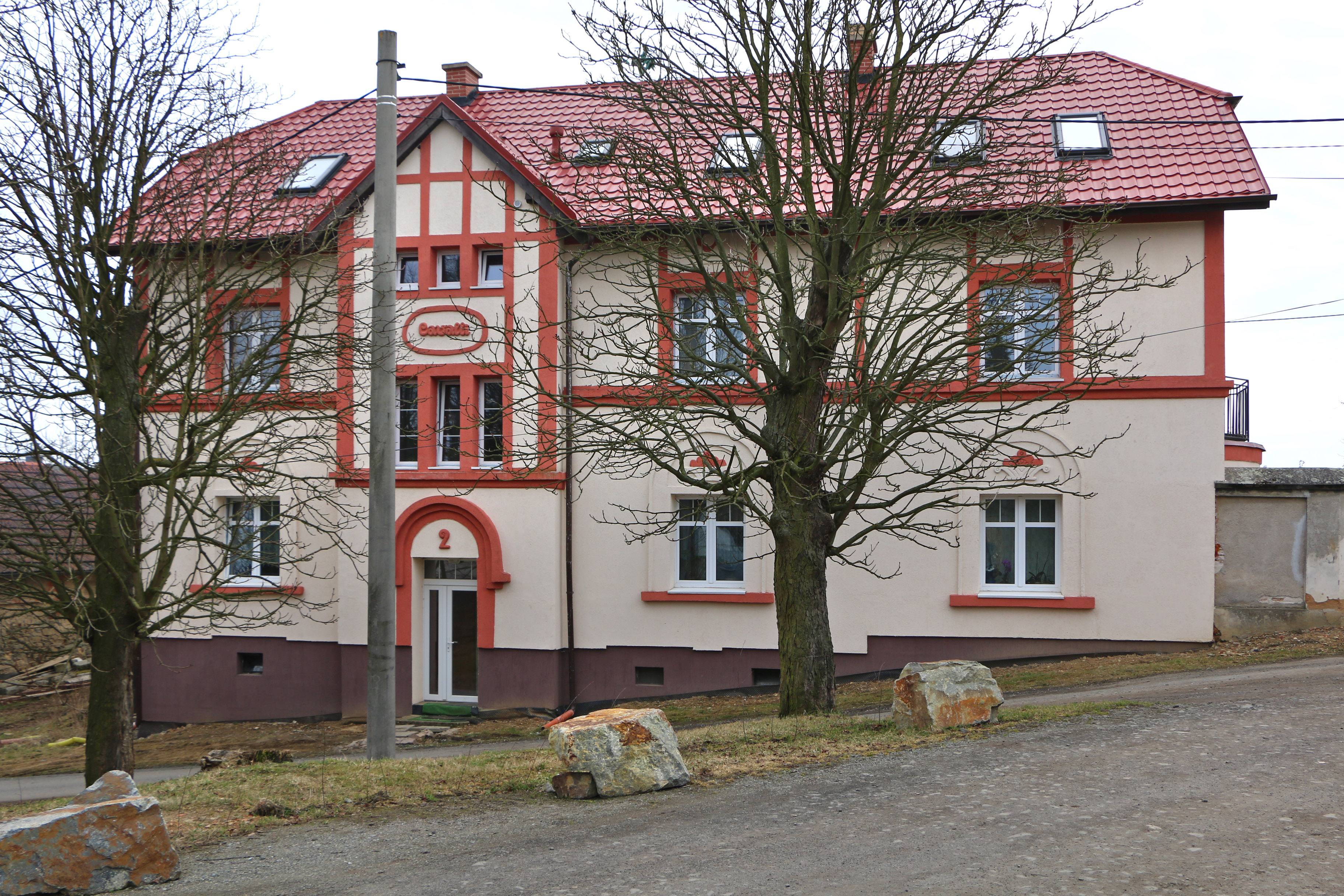
Dům čp. 2  na návsi
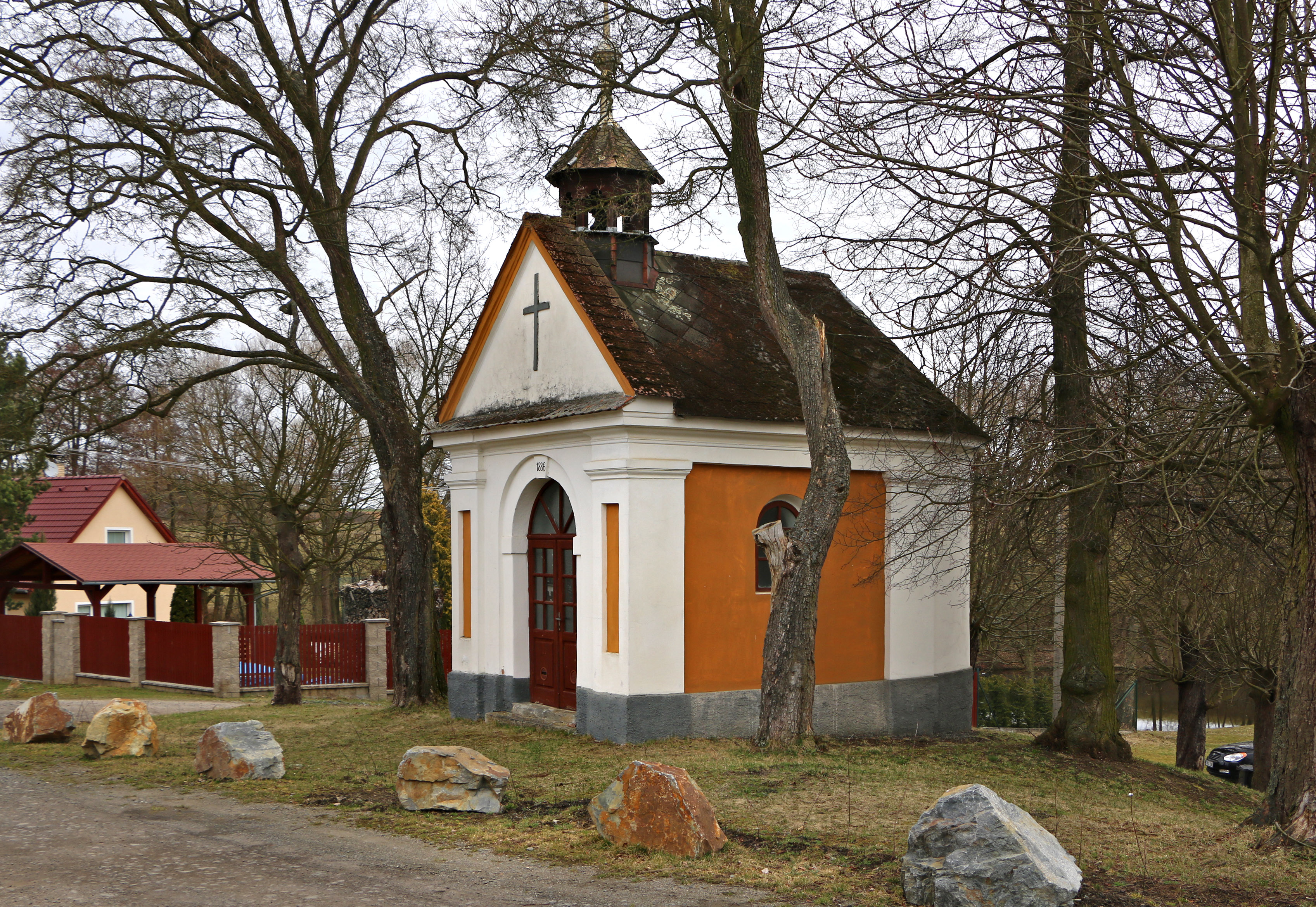
Kaple Svaté rodiny
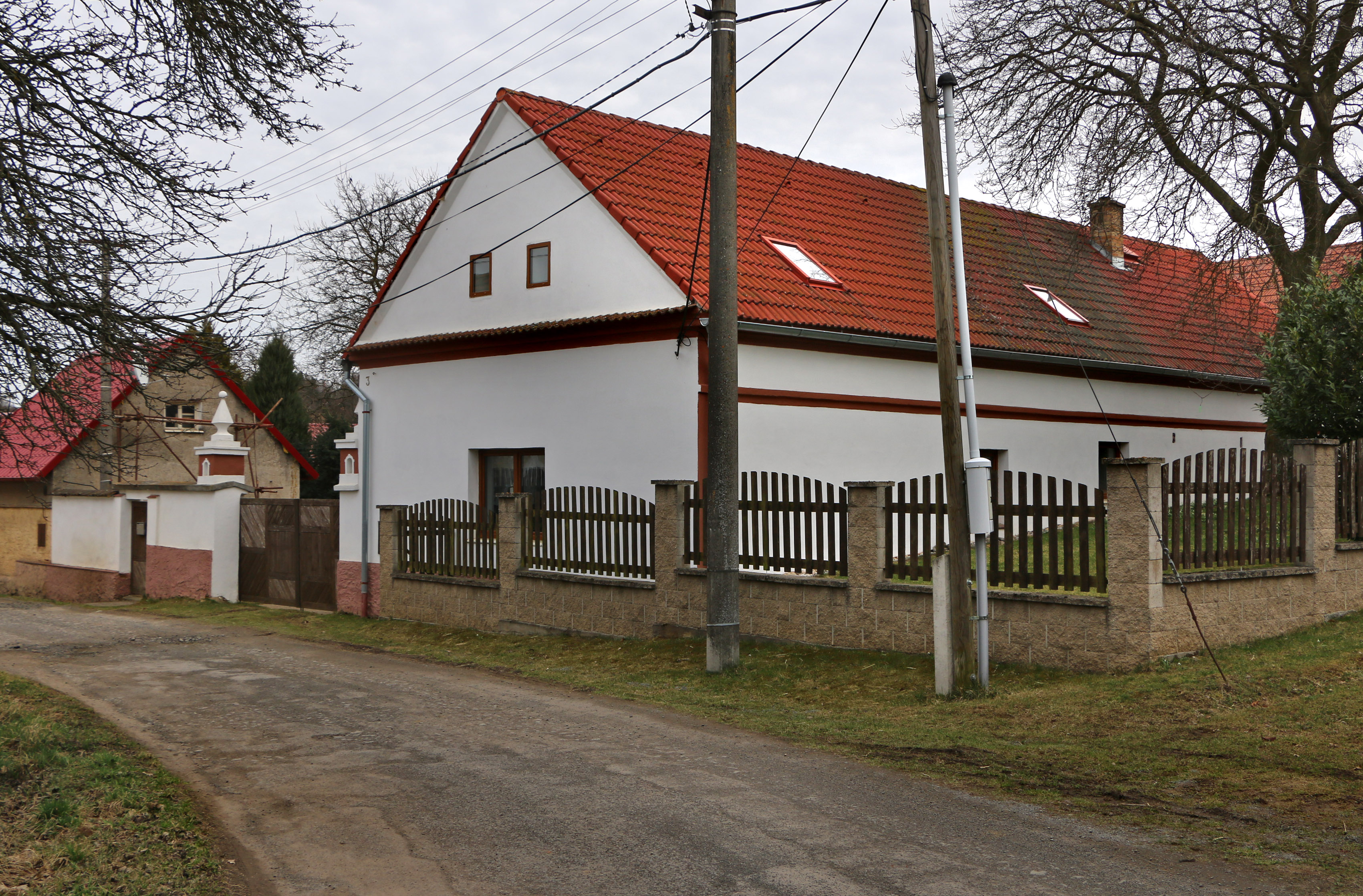
Příjezd od vesnice
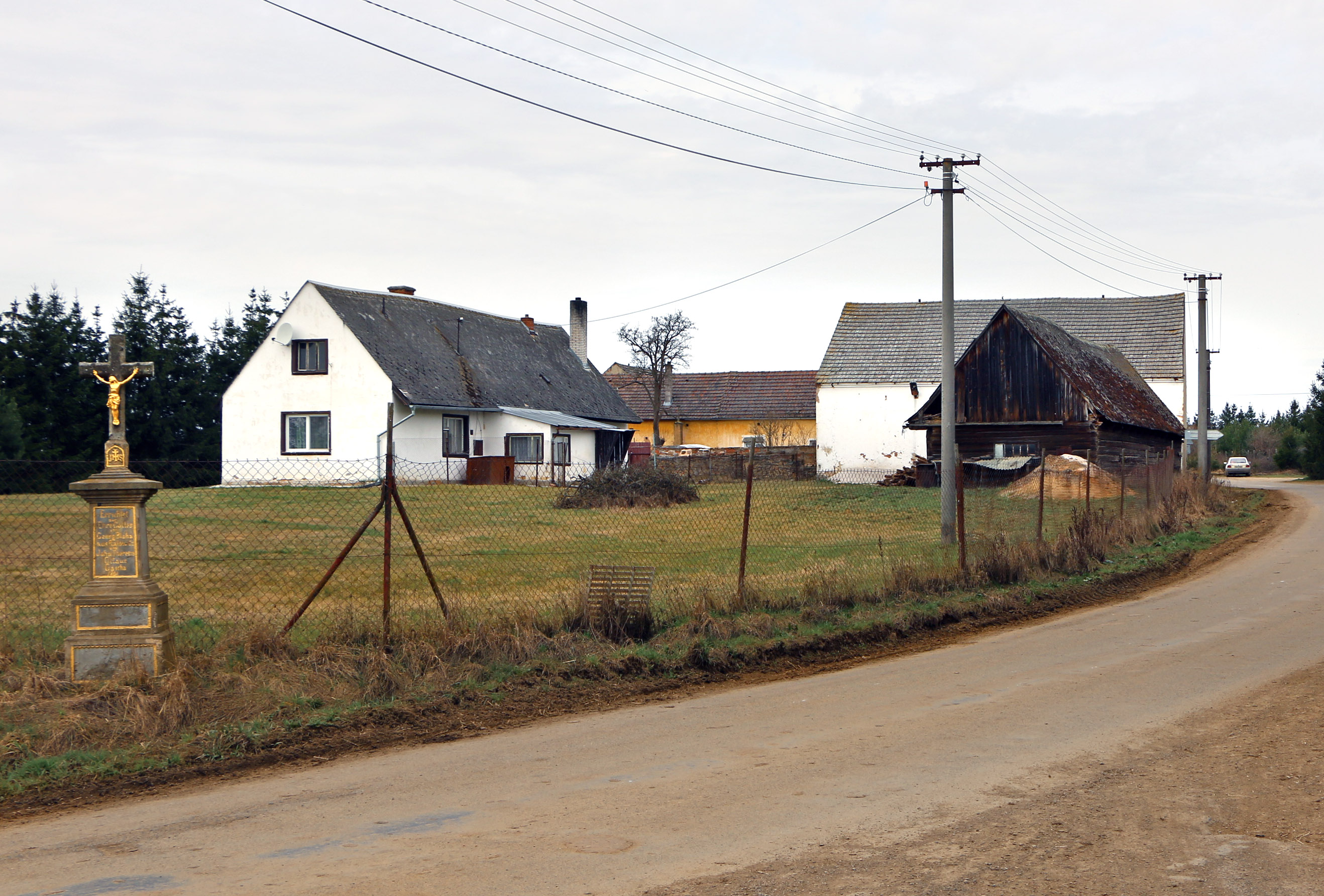
Dům čp. 11 u hlavní silnice